# Thiên kiến lạc quan
Thiên kiến lạc quan là một thiên kiến nhận thức khiến một người tin rằng bản thân họ ít có khả năng trải qua một sự kiện tiêu cực. Nó còn được gọi là lạc quan phi thực tế. Thiên kiến này rất phổ biến trong đời sống, bất kể giới tính hay sắc tộc, quốc tịch, tuổi tác. Người mắc chứng tự kỷ ít nhạy cảm hơn với loại thiên kiến này.  Thiên kiến lạc quan cũng được ghi nhận ở các loài động vật khác, chẳng hạn như chuột và chim.
Bốn yếu tố có thể khiến một người bị thiên kiến lạc quan: trạng thái kết thúc mong muốn, cơ chế nhận thức, thông tin họ có về bản thân so với người khác và tâm trạng chung. Thiên kiến lạc quan được thấy trong một số tình huống. Ví dụ: mọi người tin rằng họ ít có nguy cơ trở thành nạn nhân của tội phạm,  người hút thuốc tin rằng họ ít có khả năng mắc ung thư phổi hoặc bệnh tật hơn những người hút thuốc khác,  những người lần đầu nhảy bungee tin rằng họ ít có nguy cơ bị thương hơn những người khác, hay các nhà giao dịch nghĩ rằng họ ít bị ảnh hưởng bởi những khoản lỗ tiềm ẩn trên thị trường.
Mặc dù thiên kiến lạc quan xảy ra với cả các sự kiện tích cực (chẳng hạn như tin rằng bản thân thành công về mặt tài chính hơn những người khác) và các sự kiện tiêu cực (chẳng hạn như ít có khả năng mắc chứng nghiện rượu), nhưng có nhiều nghiên cứu và bằng chứng cho thấy thiên kiến này mạnh hơn đối với các sự kiện tiêu cực ("valence effect")..Thiến kiến lạc quan có tác động đối với người bị ảnh hưởng tùy vào loại sự kiện: các sự kiện tích cực thường dẫn đến cảm giác hạnh phúc và lòng tự trọng, trong khi các sự kiện tiêu cực thường mang lại nhiều rủi ro hơn, chẳng hạn như tham gia vào các hành vi nguy hiểm hay không thực hiện các biện pháp phòng ngừa an toàn.